# Kara-Bogaz-Gol

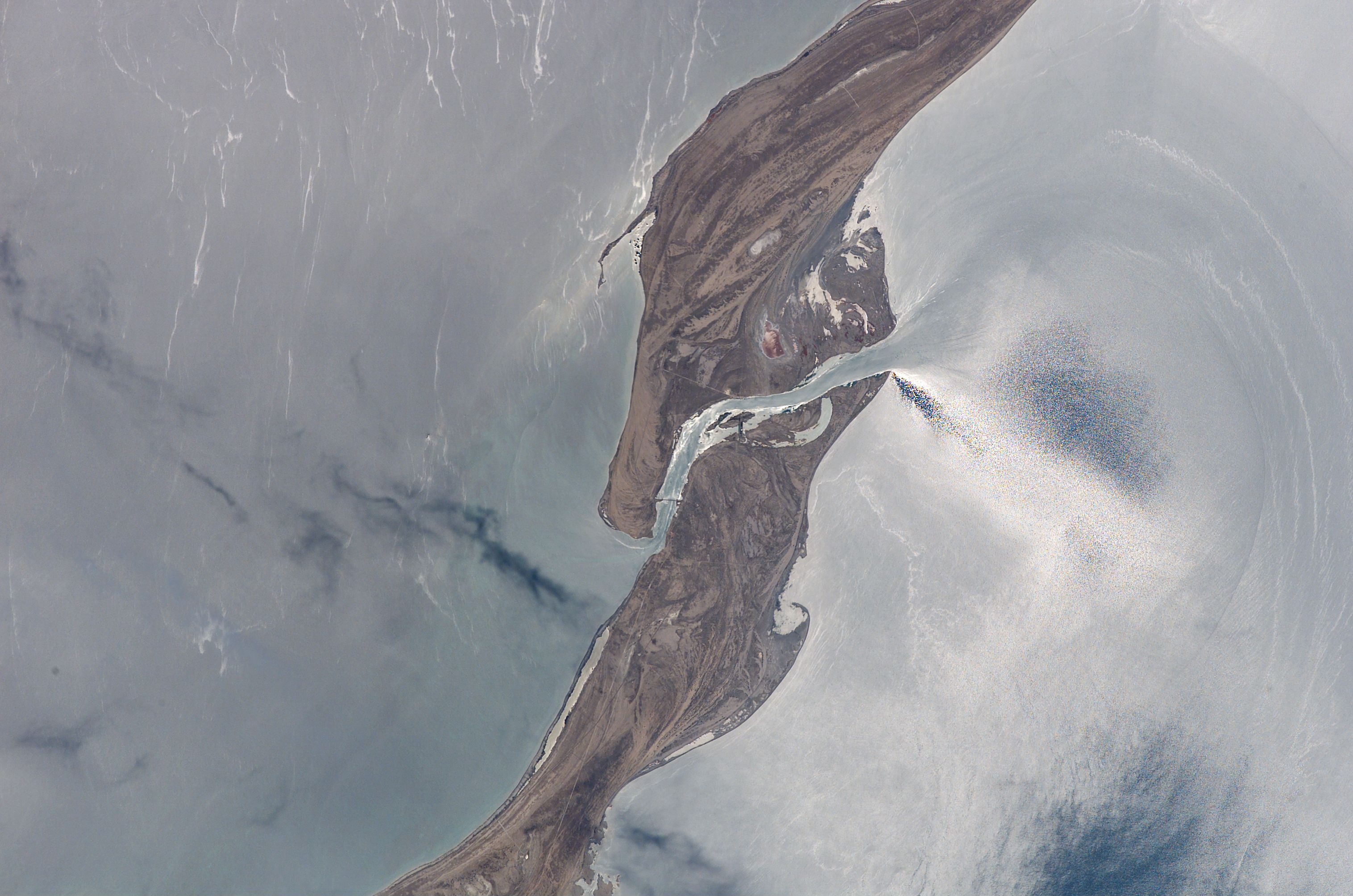
Le détroit entre le Kara-Bogaz-Gol et la Mer Caspienne. (Credit: NASA)

Le Kara-Bogaz-Gol (ce qui signifie en turkmène le « lac de la gorge noire ») est une lagune occupant une dépression peu profonde située dans le nord-ouest du Turkménistan. Il constitue une baie séparée de la mer Caspienne par un cordon dunaire et couvre une surface de 18 400 km2.

## Présentation
Le volume d'eau contenu dans le Kara-Bogaz-Gol varie périodiquement au cours des saisons, ainsi que sa profondeur, comprise généralement entre 4 et 7 m.
Une des caractéristiques majeures du Kara-Bogaz-Gol est sa très haute salinité, de 35 %, à comparer aux 1,2 % de la mer Caspienne, aux 3,5 % des océans, celle de la mer Morte étant d’approximativement 27,5 %. Cela explique qu'il ne possède pratiquement pas de végétation marine. Depuis le début du XXe siècle, le sel est exploité industriellement. Cette exploitation pose à l'heure actuelle de nombreux problèmes sanitaires et écologiques.
À la fin des années 1970, le niveau de la mer Caspienne avait beaucoup baissé, posant de graves problèmes. En mars 1980, pour limiter cette baisse, un barrage a été construit sur le détroit qui relie la mer Caspienne au Kara-Bogaz-Gol où l’évaporation importante absorbait beaucoup de l’eau de la Caspienne. En 1984, le Kara-Bogaz-Gol se retrouva complètement à sec. La croûte de sel qui se retrouva au fond provoqua de nombreux problèmes à cause du soufflage de ce sel par les vents, empoisonnant le sol et causant des problèmes de santé sur des centaines de kilomètres sous le vent à l’est.
En juin 1992, lorsque le niveau de la mer Caspienne a suffisamment remonté, le barrage a été détruit et l’eau de la Caspienne a à nouveau rempli la dépression.

## Source
- (ru) Grande Encyclopédie soviétique